# Mirko Daniel Bogdanić
Mirko Danijel Bogdanić, (Virovitica, 5. studenog 1760. – Budim, 31. siječnja 1802.), bio je hrvatski znanstvenik. Jedan je od najvažnijih astronoma budimske zvjezdarnice 19. stoljeća. Istakao se određivanjem zemljopisnih koordinata. Poznat je kao matematičar, geodet i kartograf.
Izvori na njemačkom nazivaju ga Emmerich Daniel Bogdanich, na mađarskom Imre Daniel Bogdanich, a na latinskom Emericus Danielus Bogdanich.

## Obrazovanje i početak karijere
Virovitičko astronomsko društvo, prilikom svojega utemeljenja, ponijelo je u nazivu ime zanimljive ličnosti iz XVIII. stoljeća, Mirka Danijela Bogdanića, rođenoga 1760. godine u Virovitici. U ovom hrvatskom gradu, smještenom vrlo blizu mađarske granice, Bogdanić je proveo samo najranije djetinjstvo, a osamdesetih godina XVIII. stoljeća nalazio se u Pešti, i pretpostavlja se da je od 1782. do 1785. godine polazio studij na peštanskom sveučilištu. Studij je završio disertacijom iz matematike i astronomije. Od godine 1785. njegov trag vodi na kraljevsku akademiju u Velikom Varadinu, u kojoj je predavao grčki jezik i matematiku. Veliki Varadin ga nije mogao zadovoljiti jer se osjećao suviše udaljenim od središta znanstvenih zbivanja pa se sa sigurnošću može reći da se 1791. nalazio u Beču, gdje je tražio dozvolu za izdavanje novina na hrvatskom jeziku, koju je dobio početkom 1792. godine. Želio je uz pomoć takvih novina poraditi na poboljšanju poljodjelstva i seoskoga gospodarstva u Hrvatskoj te također poboljšati znanje hrvatskoga jezika i poznavanja hrvatske povijesti. Međutim, čini se da je zbog nekog razloga ipak odustao od izdavanja novina. Jedino je te godine u Beču tiskao prvi svezak svjetske povijesti pod naslovom "Dogođaji svieta". To je djelo zanimljivo i za astronomiju jer obrađuje astronomska znanja starih Babilonaca i Feničana, a tumači i što astronomski znači zemljopisna širina nekoga mjesta. Za ovaj astronomski i zemljopisni pojam bit će vezano i njegovo najvažnije djelovanje u daljnjem životu.
U razdoblju od 1793. do 1795. godine u Beču je Bogdanić slušao predavanja iz astronomije kod profesora bečkog sveučilišta, F. G. Triesneckera, kod kojeg je kasnije objavljivao svoja astronomska mjerenja u astronomskom almanahu "Ephemerides astronomicae". Iz toga vremena je i njegova izgubljena rasprava De orbis cometarum. 

## Zvjezdarnica u Budimu
Za ono doba nije nimalo čudno da su se naši ljudi sretali u Beču, Pešti i ostalim europskim gradovima, a pogotovo u gradovima monarhije, čiji je Hrvatska bila sastavni dio, pa su na različitim funkcijama i smjenjivali jedan drugoga. Tako je na sveučilišnoj zvjezdarnici u Budimu u to vrijeme kao pristav djelovao Zagrepčanin Franjo Bruna, a Bogdanić dolazi 1796. godine na mjesto drugoga pristava, da bi dvije godine kasnije, kada Franjo Bruna dobiva mjesto profesora više matematike na Sveučilištu u Pešti, Bogdanić preuzeo mjesto prvoga pristava. Franjo Bruna je pak preuzeo mjesto također “našijenca”, Ivana Paskvića, čiji je učenik bio Bogdanić i koji je Bogdanića držao osobitim genijem i jednim od prvih matematičara u Austrijskoj monarhiji.
Iz zvjezdarnice u Trnavi došao je 1797. godine na zvjezdarnicu u Budimu astronom Ferenc Taucher i od tada datira njegova i Bogdanićeva suradnja. Zajedno obavljaju astronomska motrenja, a naročito pomrčine Jupiterovih satelita. Sliku njihovog rada proširuje saznanje da je svaki motrio zasebno, teleskopom Newtonova tipa, od 4 stope (oko 122 cm), a onda bi uspoređivali rezultate motrenja. Ova su promatranja imala u to doba veliku važnost jer se, uspoređivanjem istih promatranja u različitim mjestima, moglo odrediti razliku zemljopisnih duljina među tim mjestima, a za istu svrhu su korištena i motrenja okultacije zvijezda, prolaz Merkura ili Venere ispred Sunčeve ploče i drugo. Ova su određivanja bila veoma važna za određivanje zemljopisnih koordinata te s time u svezi s točnim astronomskim određivanjem zemljopisnih karata, a u mjerenjima takve vrste okušao se, nekoliko desetljeća prije Bogdanića i Ruđer Bošković, koji je želio dokazati svoju pretpostavku o nepravilnosti zemaljskih meridijana (podnevnika) zbog nepravilnosti Zemljine nutrine i nejednakosti Zemljine površine. Kada je portugalski kralj Josip I., portugalski kralj, odlučio poslati u Brazil znanstveno-istraživačku ekspediciju radi izrade nove zemljopisne karte područja u Brazilu koja je htio zamijeniti sa Španjolskom, Bošković se želio pridružiti ekspediciji. Stjecajem okolnosti, međutim, u toj je ekspediciji sudjelovao drugi Hrvat, Ignacije Szentmartony iz Kotoribe (1710. ö 1793), prvi hrvatski istraživač Amazone, kojeg je portugalski kralj odlikovao naslovom kraljevskoga i dvorskog matematičara i astronoma. Obavljao je astronomska opažanja da bi se odredile precizne zemljovide istraživanih područja, a za trajanja ekspedicije podučavao je pomoćnike u matematici i astronomiji. Ruđeru Boškoviću je, pak, kardinal Valenti ponudio da željena mjerenja obavi u Papinskoj Državi, što je Bošković prihvatio. S pomoćnikom, Christoforom Maireom, Bošković je obavio mjerenja i objavio ih u djelu koje je izašlo 1755. godine u Rimu, a s nekim dopunama u bilješkama bilo objavljeno u Parizu 1770. godine pod naslovom Voyage astronomique et geographique (Astronomsko i zemljopisno putovanje).

## Zemljovidi Hrvatske i Mađarske
Dugo vremena tinjala je ideja o izradi točnog zemljovida Mađarske i Hrvatske, a oberlajtnant von Lipszky, koji se deset godina bavio pokušajima poboljšavanja postojećih karata, trebao je astronoma koji će mu biti pomoćnikom za određivanje zemljopisnih koordinata više mjesta i gradova. Lipszky je taj posao povjerio Bogdaniću te ga je austrijski car imenovao 1798. godine za taj zadatak. Poznato je da je Bogdanić započeo radom u Rijeci, u siječnju 1799. godine i da je sa sobom ponio francuski kvadrant, akromatični Dollondov dalekozor i preciznu uru njihalicu. Svoja je motrenja slao Ludwigu von Schediusu, a Schedius je o njima u pismima obavještavao poznatog astronoma Franza Xavera von Zacha koji ih je objavljivao u svom časopisu Allgemeine Geographische Ephemeriden i u časopisu Monatliche Correspondenz.
Prva je motrenja Bogdanić obavio 13. siječnja 1799. godine na Trsatu, blizu staroga Frankopanskog grada, pred župnim dvorom. Bilo je to motrenje okultacije zvijezde mi Riba s Mjesecom, koje je usporedio s motrenjima iste okultacije iz Göttingena, Beča, Budima i Kremsmünstera. Ta mjerenja, po oštroj zimi, u siječnju, rezultirala su ozbiljnom groznicom. Iz Zachovoga pisma Schediusu vidljiva je zabrinutost za Bogdanićevo zdravlje i zanimljiva konstatacija: “On šteti sebi i znanosti svojim vatrenim marom. On bi djelovao više kad bi djelovao duže, nego što bi djelovao ako djeluje kratko i brzo.” Usporedbe pokazuju da je Bogdanić došao do priličnog broja rezultata, točnijih od onih poznatih u to vrijeme. 
Preko Senja Bogdanić je došao u Karlobag, u kojem je imao nevolja s neukim pukom, koji je vjerovao da svojim mjerenjima navlači zlo na njihov grad, ali se na sreću našlo i dovoljno razumnih ljudi. Tako nam Bogdanićeva pisma posredno govore i o Hrvatskoj toga vremena. U pismu Schediusu vidljivo je da je u svom djelovanju na umu imao i korist od toga rada za Hrvatsku. On piše: “… Također osjećaj da je to korisno mojoj domovini daje mi nove snage…”
Preko Gospića Bogdanić dalje kreće u Hrvatsku Dubicu. Sve nije išlo po planu kako je želio pa je prolaz Merkura preko Sunčeve ploče pratio iz Hrvatske Dubice, a ne iz Osijeka, kako je planirao. U pismu je ostavio zanimljivu sliku o zanimanju hrvatskoga puka tog vremena za astronomske pojave. U njemu se može naći sljedeći opis: “Ja sam morao ostaviti moj dalekozor na trenutak da radoznali puk udaljim od kvadranta prema kojem se je previše gurao. Kod povratka sam našao Merkur već na Suncu.”  Prvi dodir zato nije mogao potpuno točno odrediti.
Nakon Dubice Bogdanić odlazi u posjet rodnome gradu Virovitici, u kojem nisu bila predviđena mjerenja, a 15. lipnja 1799. godine nalazio se u Petrovaradinu gdje je motrio izlaz zvijezde delta Škorpiona te zatim u Zemunu gdje je mjerenja obavljao nedaleko od katoličke crkve na trgu pored pivnice uz Dunav. Potom je na svom putu nanizao Staru Orsovu, Seged, Szathmar, Siget, Tokaj i Košice, Csatzu, Skalicu i Požun (Bratislavu), a u Budim se vratio teško bolestan, 19. siječnja 1800. godine. Sa zvjezdarnice u Budimu te je godine ipak obavio niz zanimljivih i korisnih motrenja i mjerenja. Tako je Zach bio oduševljen njegovim određenjem uzlaznog čvora Marsove staze, za vrijeme Marsove opozicije, a motrenja Saturnove opozicije sa Suncem, bila su njegova posljednja motrenja u Budimu jer je početkom ožujka 1801. godine morao nastaviti astronomski rad na stvaranju zemljovida. Posljedica prve, “riječke groznice” i daljnjega iscrpljivanja na putu, bila je čini se, tuberkuloza, te je na put pošao s velikim zakašnjenjem, tek u lipnju 1801. godine i vratio se u Budim nakon svega mjesec dana, zbog pogoršanja bolesti. Nije više mogao praktično raditi na zvjezdarnici, već se jedno vrijeme liječio kod peštanskoga knjižara Killiana, a kako nije mogao biti besposlen, posvetio se teorijskim astronomskim problemima. Umro je 31. siječnja 1802. godine, u dobi od svega 42 godina. U Monatliche Correspondenzu, Zach je pisao da je Bogdanićeva smrt veliki gubitak za astronomiju, a list Intelligenzblatt u Leipzigu donio je opširan nekrolog.
Lipszky je dovršio i izradio zemljovid i objavio ga 1806. godine, ali Bogdanićevo ime nije nigdje zabilježeno te se o njegovom trudu i znanju uloženom u tu kartu može doznati tek istraživanjem, a u knjizi se nalazi jedino crtež anonimnog astronoma koji obavlja mjerenja i koji zasigurno predstavlja Bogdanića. On je obavio veliki i koristan posao i odredio više od 150 točnih zemljopisnih širina, dok je s zemljopisnim dužinama imao slabije rezultate. Godine 1818. poznati astronom J. J. Litrow utvrdio je da su Bogdanićeva mjerenja zemljopisne širine među najboljima koja se mogu učiniti spravama kojima je Bogdanić raspolagao i da je Bogdanić u sebi sretno ujedinio “teorijski talent, praktičnu vještinu i živu revnost”.
U radu je bio okružen isusovcima koji su bili sveučilišni profesori, promatrači u zvjezdarnicama i slično: Josip Mitterpacher, Ivan Horvat, Ferenc Taucher, Franjo Bruna i drugima.

## Vanjske poveznice
- Mirko Daniel Bogdanić Constantin von Wurzbach: Biographisches Lexikon des Kaiserthums Oesterreich, Bd. 2, Wien 1857, S. 24f.
- Bogdanić, Mirko Danijel Hrvatska tehnička enciklopedija, portal hrvatske tehničke baštine. LZMK